# Telyčka
Telyčka (ukrajinsky Теличка) je historické území ukrajinské metropole, které se nachází na pravém břehu Dněpru v Pečerském a Holosijivském rajónu. Území sahá od jihovýchodních svahu kopce Busova přes deltu řeky Lybiď až po Pivděnnyj most. Území se dělí na dvě čtvrti a to na Verchňu a Nyžňu Telyčku.
Území Telyčky je často zaměňované s čtvrtí Vydubyči, díky dopravnímu uzlu a stejnojmenné stanici metra, ale samotné Vydubyči se nachází jeden a půl kilometrů severně od Telyčky.

## Název
Podle oblíbené verze pochází toponymum „Telyčka“ z příjmení majitele nebo obyvatele této oblasti, které je v listinách z roku 1694 zmiňováno pod jménem „Teľačyv“.
Novinář Anatolij Železnyj ve své knize „Zapomenutá historie Kyjeva“ uvádí jinou verzi: toponymum „Telyčka“ pochází z turkického slova teleč (česky platba, odškodnění). To znamená, že na místě Telyčky za dob Kyjevské Rusi byla doprava přes Dněpr a městská celnice, kde byli obchodníci zpoplatněni za přepravu svého zboží.

## Historie
V oblasti Telyčka se našli i pozůstatky života z doby neolitu.
V listinách z roku 1694 je tato oblast zmiňována pod názvem Teljačiv. Na mapách Kyjeva v polovině 19. století je vyznačena jediná osada, farma Horyanshchyna na východním svahu kopce Busova (moderní území Botanické zahrady). Také na levém břehu řeky Lybiď, nedaleko jejího ústí, se nacházela vesnice Lybiď s cihelnou a parním mlýnem, která patřila Kyjevskopečerské lávře.

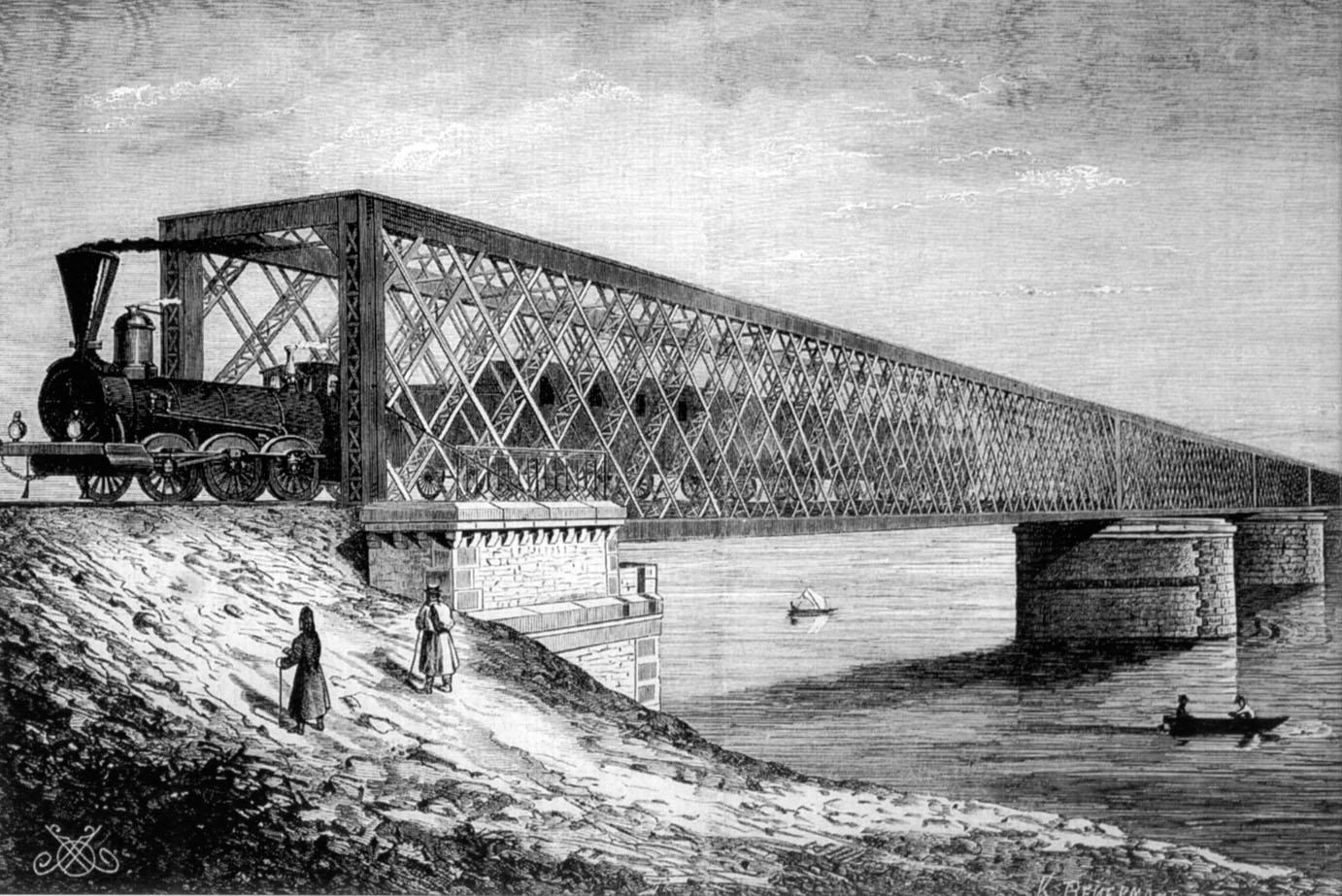
Starý Darnycký most v roce 1870

Aktivní osídlení Telyčky začalo výstavbou železnice z Kyjeva do Kursku, kdy v okolí území se stavěl starý Darnycký most. Po výstavbě železničního mostu se Telichka začala aktivněji osidlovat a zastavovat malými soukromými pozemky. Koncem 19. a začátkem 20. století se zde objevila řada podniků, např. dřevozpracující závod. V roce 1923 se Telyčka stala součástí Kyjeva. Povodeň v roce 1931 donutila přestěhovat do okolí území část obyvatel zatopené čtvrti Osokorky, kteří se usadili v čtvrti Verchňa Telyčka.
Ve 30. letech 20. století východní část Verchní Telyčky zanikla, kvůli nově vzniklé botanické zahradě. Díky tomu vznikaly v čtvrti vyšší budovy, nejvíce po nezávislosti Ukrajiny. Dnes je Verchňa Telyčka elitní residenční čtvrtí. Na druhé straně Telyčky výstavba kyjevského dřevozpracujícího závodu ve 30. letech 20. století na Nyžné Telyčce odstartovala vznik velké průmyslové zóny, která je dnes druhou největší v Kyjevě. V blízkosti delty Lybidu se nachází osada pod neoficiálním názvem Nahalivka.
Počátkem 21. století se plánovaly revitalizace průmyslové zóny Nyžňa Telyčka, pod názvem Telyčka-Syty.

## Doprava
Telyčka je důležitý dopravní uzel. V 70. a 80. letech zde začala přestavba hlavních ulic na rychlostní dálnice a vznik velké silniční křižovatky, jejíž součástí je i Naddniprjanske šose, které vede podél břehu Dněpru od mostu Patona na jih, Stolične šose, vytvořená na místě staré Obuchivské cesty, která spojovala Kyjev s jižním předměstím Obuchivu a Pivděnnyj most, který propojuje levý břeh s pravým břehem Dněpru.
V roce 1991 byla otevřena stanice metra Vydubyči. V roce 1992 měla být otevřena druhá stanice metra v okolí, která se měla jmenovat Telyčka, z důvodu malé poptávky a nedostatku pěnez je z ní jen kombinovaná trakční-snižovací měnírna a staniční ventilační uzel. V roce 2001 byla v rámci rekonstrukce přestupního uzlu v okolí stanice metra Vydubyči, bylo otevřeno autobusové nádraží a stejnojmenná vlaková zastávka obsluhována Kyjevskou městskou železnicí a Kyiv-Boryspil Expressem.